# ادموند لیزر
ادموند لیزر (آلمانی: Edmund Leser؛ ‏ ۱ مهٔ ۱۸۵۳ – ۱۱ دسامبر ۱۹۱۶) جراح و استاد دانشگاه اهل آلمان بود. وی یکی از دو پزشکی بود که نشانهٔ لیزر-تِـرِلا را شرح داد.
او در برلین حقوق خواند و در جنگ فرانسه و پروس به عنوان افسر توپخانه خدمت کرد تا آنکه به تحصیل در رشتهٔ پزشکی در لایپزیگ روی آورد. او دکترای خود را در سال ۱۸۸۰ دریافت کرد و به عنوان دستیار ریشارد فون فولکمن در هاله مشغول به کار شد. او در سال ۱۸۸۴ به عنوان جراح تأیید صلاحیت شد و در سال ۱۸۹۴ به عنوان استاد این رشته در هاله و فرانکفورت مشغول به کار گردید. وی نویسندهٔ «درسنامهٔ جراحی‌های خاص در ۵۰ مقاله» بود که در چندین نوبت تجدید چاپ شد.